# 사데그 고트브자데흐

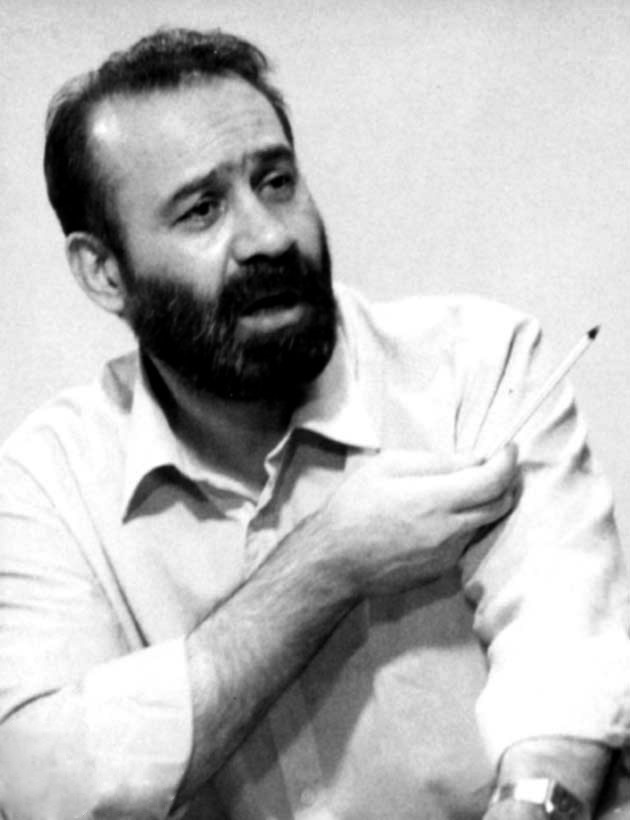

사데그 고트브자데흐(1936년 2월 24일 - 1982년 9월 15일, 페르시아어: صادق قطب‌زاده)는 이란의 정치인이다. 루홀라 호메이니의 프랑스 망명 시기에 밀접한 측근이었으며, 이란 혁명 이후 외무장관을 역임했다. 그의 외무장관 재임 중에 주이란 미국 대사관 인질 사건이 있었다. 1982년 호메이니에 대한 암살음모를 꾸몄다는 혐의를 뒤집어쓰고 숙청, 처형되었다.